# Liste der Biografien/Jr
Liste der Biografien |
Portal Biografien |
Personensuche
# |
A |
B |
C |
D |
E |
F |
G |
H |
I |
J |
K |
L |
M |
N |
O |
P |
Q |
R |
S |
T |
U |
V |
W |
X |
Y |
Z |
?
 
Ja |
Jb |
Jd |
Je |
Jh |
Ji |
Jj |
Jl |
Jn |
Jm |
Jo |
Jp |
Jr |
Js |
Jt |
Ju |
Jv |
Jw |
Jy
Die Liste der Biografien führt alle Personen auf, die in der deutschsprachigen Wikipedia einen Artikel haben. Dieses ist eine Teilliste mit 6 Einträgen von Personen, deren Namen mit den Buchstaben „Jr“ beginnt.

## Jr
- JR (* 1983), französischer Fotograf und AktionskünstlerJR (* 1983)

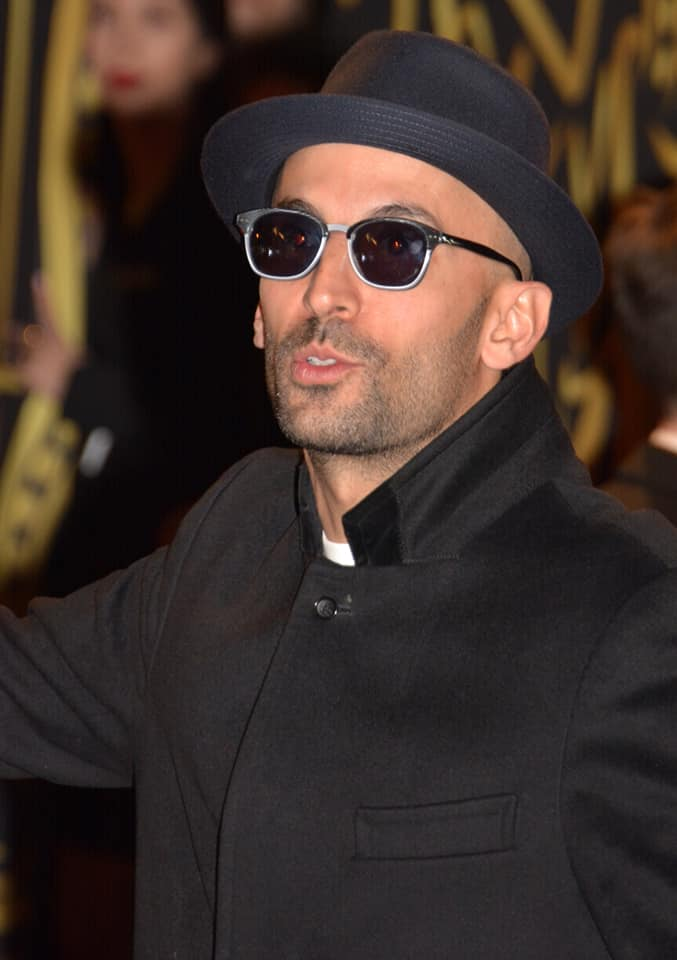
JR (* 1983)

### Jra
- Jradi, Bassel (* 1993), dänisch-libanesischer Fußballspieler
- Jraïdi, Ibtissam (* 1992), marokkanische Fußballspielerin

### Jri
- Jribi, Maya (1960–2018), tunesische Politikerin und Feministin
- Jridi, Ebrahim (* 2001), tunesischer Leichtathlet

### Jrs
- Jrschick, Anton (1846–1909), österreichischer Tischler und Handelskammerrat